# 156P/Russell-LINEAR
156P/Russell-LINEAR è una cometa periodica appartenente alla famiglia delle comete gioviane con una scoperta estremamente travagliata.

## Storia della scoperta
Fu scoperta inizialmente il 3 settembre 1986, persa per l'imprecisione dell'orbita preliminare dovuta al fatto che erano disponibili solo due osservazioni, fu fotografata ma non riconosciuta in due immagini prese il 25 settembre 1986. Riosservata il 19 novembre 1993 e il 20 novembre 1993, fu ritenuta un asteroide e come tale denominata 1993 WU. Riosservata nuovamente il 31 agosto 2000 e il 5 settembre 2000, fu ritenuta un nuovo asteroide e come tale denominata 2000 QD181. Riosservata nuovamente il 6 novembre 2000, il 5 dicembre 2000, il 7 dicembre 2000, il 18 dicembre 2000, il 15 gennaio 2001  e il 19 gennaio 2001 fu ritenuta ancora un asteroide, diverso dai precedenti, ricevendo un'ulteriore sigla asteroidale, 2000 XV43.. A questo punto furono riesaminate le due immagini del 25 settembre 1986 e ci si accorse che effettivamente avevano registrato la cometa (le due immagini, a grande campo, furono riprese originariamente per ritrovare la cometa osservata il 3 settembre 1986, ma la stessa fu cercata in punti sbagliati delle due immagini per cui non ci si accorse della sua presenza): riesaminato l'insieme delle posizioni si poté stabilire che si trattava di una cometa e si poterono calcolare gli elementi orbitali dell'orbita; questi risultati furono ottenuti e pubblicati nell'aprile 2003 e due settimane più tardi la cometa, in considerazione del fatto che erano stati osservati tre passaggi al perielio, ricevette la denominazione e la numerazione definitiva, 156P/Russell-LINEAR..

## Caratteristiche orbitali
L'orbita della cometa è caratterizzata da due MOID relativamente piccole coi pianeti Giove e la Terra. Con Giove la MOID è di sole 0,168 UA, il 1 marzo 2018 la cometa e Giove sono arrivati a una distanza di sole 0,361 UA. Con la Terra l'attuale MOID è 0,600 UA, una distanza che non presenta problemi per la cometa ma in futuro il valore di questa MOID diminuirà notevolmente tanto da permettere il 24 ottobre 2198 un passaggio tra i due corpi a sole 0,228 UA.. Le perturbazioni combinate dei due pianeti, in particolare quelle di Giove, comportano un'alta probabilità che in futuro l'orbita della cometa venga cambiata drasticamente.